# Бялоґура (Поморське воєводство)
Бялоґура (пол. Białogóra) — село в Польщі, у гміні Крокова Пуцького повіту Поморського воєводства.
Населення — 427 осіб (2011).

## Демографія
Демографічна структура станом на 31 березня 2011 року:
|          | Загалом | Допрацездатний вік | Працездатний вік | Постпрацездатний вік |
| -------- | ------- | ------------------ | ---------------- | -------------------- |
| Чоловіки | 217     | 49                 | 151              | 17                   |
| Жінки    | 210     | 40                 | 139              | 31                   |
| Разом    | 427     | 89                 | 290              | 48                   |